# Looping (videogioco)
Looping è un videogioco arcade sviluppato e pubblicato nel 1982 da Video Games GmbH in Europa e Venture Line in Nord America. Venne convertito l'anno seguente solo per la console ColecoVision. Il giocatore pilota un aereo in due fasi per raggiungere una stazione di attracco distruggendo una base terminale o una base missilistica per aprire un cancello evitando gli ostacoli lungo il percorso.
Looping è il secondo e ultimo titolo della software house tedesca dopo Super Tank (1981). Tuttavia, il concetto alla base del gameplay è interamente italiano. Ideatore e game designer è l'ingegnere Giorgio Uguzzoli, che in precedenza aveva creato il flipper Timothy T negli anni '70 e progettato diversi giocattoli elettronici utilizzando il TMS1000. Egli ha dichiarato che questo suo primo videogioco nacque in un periodo in cui, essendo un appassionato di volo, aveva conseguito la licenza sia per il volo a vela che per quello a motore.
Nello stesso anno, Venture Line fece uscire un diretto sequel senza il coinvolgimento di Uguzzoli, intitolato Sky Bumper.

## Modalità di gioco
Looping è un gioco d'azione a scorrimento laterale in cui il giocatore guida un aereo in grado di eseguire loop di 360°, tenendo il joystick in una direzione mentre sterza verso l'alto o verso il basso attraverso due fasi per raggiungere una stazione di attracco. In modalità due giocatori, essi si alternano dopo aver perso una delle scorte del loro aereo. La prima fase inizia in una pista e il giocatore deve distruggere una base terminale o una base missilistica per aprire un cancello che conduce alla seconda fase, evitando nemici in mongolfiera e ostacoli cittadini.
La seconda fase prevede che il giocatore voli attraverso un labirinto di tubi privo di nemici, dove deve evitare di schiantarsi contro i muri mentre naviga attraverso stretti passaggi. Inoltre dovrà anche evitare diversi mostri, gocce di liquido verde e palline rimbalzanti nella sezione finale per raggiungere la stazione di attracco "The End". Si guadagnano punti extra rimanendo nel labirinto per lunghi periodi di tempo o volando più velocemente. Raggiungendo con successo la stazione "The End", la sessione torna all'inizio della prima fase, con il cancello che conduce alla seconda fase ora aperto ma che introduce più ostacoli e nemici aggressivi, così come un labirinto di tubi più difficile. Scontrarsi con un nemico o un ostacolo comporterà la perdita di una riserva di aerei e, una volta persi tutti i velivoli, la partita termina.